# Cédric Mathy
Cédric Mathy (nascido em 2 de fevereiro de 1970) é um ex-ciclista belga de ciclismo de pista.

## Barcelona 1992
Competiu como representante de seu país nos Jogos Olímpicos de Verão de 1992 em Barcelona, onde conquistou a medalha de bronze na corrida por pontos. Também competiu na perseguição individual de 4 km, terminando em sexto lugar.